# Warren Zimmermann

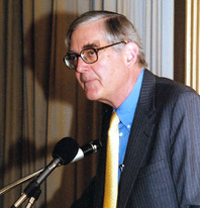
Warren Zimmermann (2002)

Warren Zimmermann (Philadelphia, 16 november 1934 – Great Falls (Virginia), 3 februari 2004) was een Amerikaans diplomaat.
Na een studie aan onder andere de Yale University trad Zimmermann in 1961 in de Amerikaanse diplomatieke dienst. In de periode 1962-1964 werkte hij op de ambassade in Caracas (Venezuela), en na een studie Servo-Kroatisch werd hij van 1965 tot 1968 gestationeerd in Belgrado (Joegoslavië). In 1973 ging hij Russisch studeren waarna hij op de ambassade in Moskou kwam te werken. Van 1975 tot 1977 werkte hij voor het Amerikaanse ministerie van Buitenlandse Zaken bij het Bureau of European and Canadian Affairs. Daarna hij had meerdere functies binnen delegaties die te maken hadden met ontwapening en veiligheid voordat Zimmerman in mei 1988 benoemd werd tot ambassadeur in Joegoslavië.
Onder leiding van de Portugese diplomaat José Cutileiro bereikten Alija Izetbegović (leider van Bosnische moslims), Mate Boban (Bosnisch-Kroatisch leider) en Radovan Karadžić (Bosnisch-Servisch leider) op 18 maart 1992 overeenstemming over een plan met betrekking tot de toekomst van Bosnië en Herzegovina.
Nadat Izetbegović dit plan had besproken met Zimmermann trok Izetbegović zijn instemming voor dit plan in. Sommige experts denken dat zonder de invloed van Zimmermann de Bosnische Oorlog voorkomen had kunnen worden.
Zimmermann werd op 12 mei 1992 uit Belgrado teruggeroepen als ambassadeur toen de Verenigde Naties sancties oplegde op wat er van Joegoslavië over was. De bekendmaking van de VS op 21 mei van dat jaar dat zij de Federale Republiek Joegoslavië (bestaande uit Servië en Montenegro) niet erkende als de opvolger van de Socialistische Federale Republiek Joegoslavië, betekende het eind van Zimmermanns ambassadeurschap. Twee jaar later nam hij ontslag uit de diplomatieke dienst uit onvrede over de terughoudendheid van president Clinton met betrekking tot Amerikaanse interventie in de Bosnische oorlog. Daarna schreef hij twee boeken (zie bibliografie) en doceerde hij aan de Johns Hopkins School of International Affairs en de Columbia University.
Zimmermann overleed op 69-jarige leeftijd aan alvleesklierkanker.